# Global VR
Global VR es una empresa con sede en San José, California, que fabrica arcades. La empresa una vez fabricó realidad virtual también está. También ha desarrollado kioscos electrónicos y ofrece servicios de desarrollo para plataformas móviles.

## Historia
La empresa fue fundada en 1998 comenzando en un garaje con cuatro empleados. La empresa solía operar stands de realidad virtual que compró a Ferris Productions en 2003, generalmente ubicados dentro de parques temáticos, como Six Flags. Global VR cerró estos stands en 2004.
El principal negocio de la empresa es el desarrollo de juegos de arcade. Muchos de los juegos de la compañía son juegos de PC adaptados para salas de juegos. Global VR tiene derechos de licencia de Electronic Arts y ha desarrollado juegos de arcade basados en Madden NFL, Need For Speed y Tiger Woods PGA Tour. Otros títulos de Global VR se basan en licencias populares, como Aliens: Extermination y Justice League: Heroes United.
Su división de desarrollo de aplicaciones móviles proporciona servicios de desarrollo para dispositivos iOS, Android y otras plataformas móviles. La compañía también se asoció con Streak Technology Inc. para desarrollar quioscos utilizados en ubicaciones tales como supermercados Albertsons y restaurantes Texas Roadhouse.

## Videojuegos

### Seleccionados
- The Swarm, un shooter y secuela espiritual de Aliens Extermination donde el jugador se defiende de los invasores alienígenas mientras absorbe sus poderes.
- Shh..! Welcome to Frightfearland, una secuela de disparos sobre rieles de la serie arcade de Taito Panic Museum y secuela espiritual de Aliens Extermination.
- Blazing Angels: Squadrons of WWII, un juego de piloto de combate de combate de la Segunda Guerra Mundial basado en la franquicia de Ubisoft.
- Twisted: Nitro Stunt Racing, un port arcade que funciona con monedas del título de carreras para PC de GameSeed Nitro Stunt Racing.
- Need for Speed: Carbon, un juego de conducción arcade multijugador basado en la franquicia Need for Speed de Electronic Arts.
- Need for Speed: Underground, una adaptación arcade de la franquicia Need for Speed de Electronic Arts.
- PGA Tour Golf Team Challenge, una actualización de la Challenge Edition y basada en el juego de consola Tiger Woods Golf creado por Electronic Arts.
- The Great Defender of Fun: Planet Racing, un juego de carreras estilo kart basado en la serie de televisión The Great Defender of Fun.
- Aliens Extermination, un juego que se basa en la película Aliens de 1986.
- Madden Season 2, una actualización del juego Madden Football basado en la franquicia  Madden de Electronic Arts.
- Paradise Lost, un juego de disparos para dos jugadores basado en  Far Cry Instincts  y otra secuela espiritual de Aliens Extermination
- EA Sports NASCAR Racing, una versión que funciona con monedas de la franquicia NASCAR de Electronic Arts.
- Disney Nitro, un juego de carreras al estilo kart con licencia de varios personajes de Disney, incluidos Mickey Mouse, Aladdin, Jim Hawkins, Chicken Little, T.J. Detweiler y Hércules.
- EA Sports NASCAR Team Racing, una versión actualizada de NASCAR Racing.
- UltraPin, un videojuego de pinball con varias mesas de pinball clásicas con licencia.
- Vortek V3, una máquina de simulación de realidad virtual de pie.
- Beach Head 2000, un juego de disparos para la plataforma Vortek.
- Need for Speed GT, un juego de conducción arcade multijugador basado en la franquicia Need for Speed de Electronic Arts.
- Justice League: Heroes United, un juego de monedas beat 'em-up original en 3D similar a juegos como Die Hard Arcade que presenta héroes con licencia de DC Comics como Superman, Batman, y Wonder Woman.

### Distribuidos
- Gaelco Championship Tuning Race, un juego de carreras creado originalmente por Gaelco S.A. de Barcelona, España.

## Tarjeta de jugador
Ciertos juegos permiten a los jugadores guardar sus datos de juego en una tarjeta.